# 少女峰铁路公司
少女峰铁路公司全称少女峰铁路控股公司（德語：Jungfraubahn Holding AG，缩写JBH）总部位于瑞士伯尔尼州因特拉肯，旗下的少女峰铁路管理公司（Jungfraubahnen Management AG）是少女峰鐵路的运营公司。